# 甦醒 (席琳娜·戈梅茲專輯)
《甦醒》（英語：Revival）是美國歌手席琳娜·戈梅茲的第二張錄音室專輯，於2015年10月9日透過新視鏡唱片與寶麗多唱片發行。戈梅茲於2014年離開原唱片公司荷里活唱片，轉投新公司後便開始籌備專輯，並一直持續到2015年。
專輯受多名歌手的作品啟發，特別是克莉絲汀·阿奎萊拉的第二張英語專輯《裸》，以及戈梅茲在墨西哥的旅程，在旅程中她定義了專輯的音樂風格。戈梅茲參與專輯裡16首歌曲中的11首寫作，並與不同的的歌詞創作者合作。專輯反映了她從2013年至今的路程，包括媒體對她個人生活的關注。作為執行製作人，戈梅茲、Danny D和Tim Blacksmith與不同的製作人合作，包括Hit-Boy、Rock Mafia、Stargate以獲得她渴求的聲音。作為一張流行專輯，專輯包含了流行舞曲、中板電子流行等不同曲風，並以討論愛與自信作為專輯的主題。
《甦醒》獲得樂評家整體正面的評價，並獲入選部分2015年年度最佳專輯排名榜。專輯首週以約117,000張的銷售單位空降美國告示牌200大專輯榜冠軍位置，並中包括約85,000張實際銷量。這成為戈梅茲自2013年《星跳》以來連續第二張冠軍專輯，並獲美國唱片業協會認證為白金唱片，代表專輯的實際銷量、串流跟單曲銷量等折算成銷售單位已達100萬張。
專輯至今發行了四張單曲，包括打進美國告示牌百強單曲榜第5位的《為你而美》（A$AP客串）跟《揮別舊愛》，第7位的《撫摸》，成為其首張擁有多支前10位熱門單曲的專輯，也是其首張擁有3首主流四十強單曲榜冠軍單曲的專輯。為宣傳專輯，戈梅茲於2016年5月開展了「甦醒巡迴演唱會」，包括北美、亞洲、大洋州等場次，但在8月因為健康問題而被逼中止。

## 發行背景
2014年7月，傳聞推測戈梅茲將會推出一張精選輯以完成其與唱片公司荷里活唱片的合約。其後於9月證實戈梅茲已經與新視鏡唱片的主席約翰·雅尼克簽署新的唱片合約。在當時，戈梅茲已經在美國售出超過280萬張專輯以及1810萬的單曲銷量，包括其在樂隊魔法少女席琳娜發行的三張專輯。她的精選輯《只有為你》以及主打單曲《The Heart Wants What It Wants》分別於11月發行，意味著與荷里活唱片已經正式完結，戈梅茲於隔月隨即宣佈轉投新視鏡唱片。在完成2014年全美音樂獎的演出後，戈梅茲宣佈已經開始新專輯的籌備工作：「我現在已經在寫作和錄音。我剛開始。」在被要求透露她正在與誰一同工作，戈梅茲說：「此刻我不想透露。你將會知道。它很快就會在Instagram上。」她同時指《The Heart Wants What It Wants》為參照標準：「以像[它]的東西作開端使我感到興奮。然後開始通向譜寫我過去約一年間，其他出現和過去我生活裡的所有事情。甚至是人們不一定知道的事情。因此我很興奮可以把自己更多的內心跟靈魂放進音樂的新一章。」

## 發展
戈梅茲在2014年11月首先透過在Instagram上傳照片暗示與澳洲歌手希雅·富勒合作。富勒其後表示自己為戈梅茲創作了一些素材。12月，戈梅茲表示自己已經製作了4個月新音樂，並指出與製作人跟唱片騎師捷德可能的合作關係。她並上傳了自己在錄音室內與製作人Dreamlab及Ruffian的照片。同月，傳出製作團隊Stargate繼製作歌曲《Come & Get It》後再次與戈梅茲合作。她起初預期團隊將會有15首「極其興奮」的歌曲。2015年1月，製作二人組Rock Mafia宣佈正在與戈梅茲為新專輯工作。瑞典詞曲創作者與唱片製作人馬克斯·馬丁跟英國歌手查莉 XCX均在專輯中合作，但沒有實在地與戈梅茲一同工作。在專輯的製作期間，戈梅茲去了墨西哥巴亞爾塔港旅遊，與她的工作人員尋找靈感。她說：「Hit-Boy與他製作團隊的一些[成員]、Rock Mafia，以及Justin Tranter和茱莉亞·麥可斯。我們所有人在一間屋子內住了五、六天。我們會一出外出，聽現場表演，然後回到這個工作室裡 - 基本上是一個壁櫥。我們在當地完成了4首歌曲。最終只有2首歌曲留在唱片裡[《甦醒》與《身體燃燒》]，但那次旅程很重要。我明白了甚麼才是自己想說的。」

## 音樂風格及影響
在音樂方面，《甦醒》主要是一張充滿節奏藍調氛圍的流行舞曲及合成器流行專輯，並被形容為「令人興奮的電子舞曲音樂流行混音」。它有「溫暖的、熱帶的海灘流行聲音」，Allmusic的Tim Sendra指出，「[它]偏離她早期作品的泡泡糖流行本質或其他作品的類別跳躍的部分。」他繼續說：「專輯緊貼夜店爆竹與抒情的混合，並加入一些受節奏藍調啟發的歌曲。」其他評論家亦認為專輯有「中板流行」、簡約舞曲節拍以及悶燃的節奏藍調節奏。洛杉磯時報的Mikael Wood及Idolator的Mike Wass均把專輯與珍納·積遜的作品作比較，Wood在聲音上把專輯與積遜同年發行的專輯《堅固柔情》作比較，而Wass則在專輯的自主主題上與積遜事業突破的專輯《控制》作比較。專輯的同名曲《甦醒》被認為是「一場實驗性電子冒險」，具有令人振奮的的副歌。《揮別舊愛》是一首建基於「搖晃的」鋼琴樣本的合成器流行以及背景裡的意大利合成器 ，以「古怪的60年代感覺，但漸漸變為有力的低音舞曲」開始，而《為你而美》則是一首電子節奏藍調歌曲，包括鍾擺搖晃般的節奏，旋轉的鍵盤氛圍以及A$AP Rocky的說唱，並且有戈梅茲「探索著她低音音域以及突出著她說話聲音的較似煙的邊緣。」《身體燃燒》以色士風、號及銅管樂器揉合了拉丁風，並受到墨西哥文化影響。而《抓不住的你》則被拿來跟她以往的專輯《星跳》跟《日落時分》作比較。
《愛的戰場》被形容為是一首舞蹈、夜店爆竹，帶有「熱帶浩室微風」，並「加入鈴鐺與哨聲」。《撫摸》是一首流行舞曲跟合成數字歌曲，並受到美國歌手王子的影響。根據戈梅茲的說法：「當《撫摸》開始的時候，[她與茱莉亞·麥可]就像是『有甚麼是女生不做的？我想知道女生是不會做的？』我覺得自己整理了愛情，我整理了情感和內心以及我如何看待這個世界，但將會變得超新鮮的是甚麼？我們有一個杯子，而茱莉亞把杯子猛敲在桌上。然後她像王子般誘惑地說：『要是我們把它做成像王子的歌那樣？』我像是，我的天，我著迷了。就這樣做吧。就在24小時內，這就是《撫摸》從哪誕生。然後，歌曲的製作人Mattman & Robin聯絡了馬克斯·馬丁，提出了歌曲的副歌為『se-eh-eh-eh-eh-eh-elf』那樣，加入了歌曲的記憶點以及修改了部分前副歌。」《我與音樂國度》是一首舞曲、的士高 R&B、節奏藍調及「帶呼吸聲的」的合成器流行歌曲，並具有「冰冷」的斯堪的納維亞編曲。而受出神音樂影響的《存活》混合了電子舞曲、未來節奏藍調及復古浩室。除此之外，《再起》包括福音書的副歌，吶喊跟口頭禱告 。《清醒》把80年代的「衝擊」合成器帶到前部以及「女孩子的尖叫聲」，而《偽裝》則是一首鋼琴抒情曲。《女孩們與我》被形容為是一首「派對歌曲」，並帶有「受羅拔·洛迪格斯啟發的聲音」。《沒有人》帶有切分音樂的節拍，手指啪聲並以長笛合成器跟神遊舞曲節拍。《完美》是一首帶有「夢幻、略有豎琴的製作」的現代節奏藍調表演，而《香水》有一種「甜美、中板」的氛圍。
戈梅茲在接受娛樂週刊的訪問中提到她在成長中受到大量歌手的影響，由珍納·積遜到布蘭妮·斯皮爾斯及超級男孩，但她提到專輯最主要受到的是克莉絲汀·阿奎萊拉的影響，尤其是她的專輯《裸》。戈梅茲提到：「我會買一張唱片，看感謝名單，然後感覺自己好像認識他們。克莉絲汀的《裸》是我其中一張最愛。」她繼續說：「我想[專輯]感覺非常私人化。我喜歡專輯，我真的喜歡。我知道它們沒人買之類的，但克莉絲汀·阿奎萊拉的《裸》在我的人生經歷了很多並且講述了這樣一個故事。那一整張專輯就是她的「甦醒」。現在，我在我人生的16歲時推出了一張專輯 - 沒有人會對專輯有同感。他們就像是：『很好，你想唱些甚麼呢?』因為我的生活被暴露的程度，我差點要利用這去製作這張作品。人們不能說：『你不知道你在說甚麼。你沒有試過這樣。』就像是，你們跟我一起長大了！」在與瑞安·西克雷斯特的訪問中，她提到《裸》被作為一張專輯應該是怎樣的範例：「那就像我開始《甦醒》作為的那樣 - 為某種故事。我的意思是[克莉絲汀]的專輯是難以置信的。像《美麗的》跟《不能打壓我們》...那是我喜歡的東西。那是一張專輯，那是完整的。在我的唱片，我有《再起》、《存活》、《甦醒》、《愛的戰場》。就像我的東西是一張專輯，那是一部份，那是一樣我驕傲的東西。」

## 主題與歌詞內容
戈梅茲討論了她的新素材將會反映她2013年至今的「旅程」，MTV新聞的克莉絲汀·加里波第則認為她將會寫關於與賈斯丁·比伯過去的關係、2014年進勒戒中心的經歷、與朋友相處的時光、在媒體曝光下的生活，以及其他主題。在2015年6月與瑞安·西克雷斯特的訪談中，她提到「這裡有少許」跟比伯被公開分手的事在專輯裡，但絕大部分是關於她「新找到的自信」。她的聲樂指導老師亦評論這張專輯將會是「更加大人、更加女性化以及更多關於席琳娜的經歷」。在與iHeartRadio的訪問中，她評論說「[歌迷]可以期待很多對我對事物的見解的看法。我覺得它展示了很多，不只是關於愛。它更多是關於對報復的看法或友誼或不同形式的痛苦。[...]信仰，擁有精神的聯繫。它覆蓋了所有的基礎。」在與MTV News討論專輯主題的時候，她指出「這張專輯整體上是我對事物的看法 - 不只是一樣事物」並討論到「所有關於仁慈的事物，在一段關係中擁有信仰、心碎跟熱情，成為我自己。」作為專輯的執行製作人，她「想要知道每一首歌曲都代表著我的世界，無論我有沒有參與寫作。對我來說，我找到了分開了我的是甚麼。我知道我並不是世界上最好的歌手，但我知道自己有獨特的腔調。而且我是一名演員 - 我喜歡能夠透過自己的聲音跟歌曲轉化自己心中所想。[...]整張專輯是極其私密的。」

### 歌曲
專輯的同名歌曲《甦醒》以自我呵護為主題，包括自己的內在力量和自我修復。歌曲的開首以說話作為引入，說出：「每一刻我都獲得重生，所以誰會知道我會變得如何」，然後唱出「這就是我要破蛹成蝶的時刻了」。戈梅茲解釋這首歌集合了這兩年間在專輯發行前她所感受的所有事以及她要被聆聽的需要。其中「我承認這一直以來都很痛苦，很痛苦，但說實在的我很感激」這句是她其中一句最喜歡的歌詞，因為「從根本上它帶領及推動著我到今天。從沒有任何事支持過我，我必須為它鬥爭，以及把我的所有投入進去。」《愛的戰場》獲得正面的評價，歌曲提議以善意殺死它們的捷徑 ，而不是舉起為人所知的中指。戈梅茲說：「這是我人生的座右銘。變得刻薄是很容易。讓你自己變成這樣是很容易，但是走出處境，受到猛烈攻擊而不還手，變成一個更強大的人卻是很困難的。」
《撫摸》是一首調情跟調皮的、以及關於勾引的歌曲，而《揮別舊愛》是關於人們如何看待愛情，以及人們如何在友誼，家庭，關係都有循環。戈梅茲說：「人們對轉變感到不安穩，所以妥協，而我覺得這首歌代表著憂慮和痛苦，以及隨之而來的一些憤怒。《清醒》講述社交尷尬以及一個重要的人如何不懂得去愛，除非涉及了酒精，並認識到一個關係中的邊界不是很好。根源戈梅茲的說法，靈感是來自她跟歌曲另一個創作者Chloe Angelides談及關於社交尷尬，以及戈梅茲如何「跟人們消磨時間以及喝酒，並覺得他們很有趣，然後隔天便覺得很奇怪。」《為你而美》講述關於自信，擁抱自己的性慾，舒服地做自己。《偽裝》講述一個關係的結束，以及就算她有「很多話」要有說，也不知道如何說出來，因為跟自己一起的那個人已經變得不認識了。
《我與音樂國度》講述如何讓你於舞池上迷失自己，以及在那個時刻中變得自由，和在自己中變得自由。根據戈梅茲強調，《存活》談及「存活於每一天，在我們的情況[...]以及互相讚揚，而不是互相貶低，因為我們都只是生存著。」她補充說：「《存活》是一個共同的東西，我擁有的也是你的。那就是我們。那是我們共同的。」《身體燃燒》談及性交，而《再起》是一首增加力量的頌歌，鼓勵在艱難時刻的堅持和決心。《女孩們與我》以女性力量為主題，而《沒有人》是講述她對愛人的讚賞，根據她的說法，這是關於她的信仰以及與神的聯繫。《完美》是關於「感到完全迷戀因為她在她的愛人移情別戀之中搏鬥」 ，戈梅茲亦承認這是一首「非常非常私人的歌，它極其的準確。[...]在某種意義上，它有點悲傷。它亦很美麗 。」《香水》講述「持續地在腦海裡有著一個肯定的人，以及在沒有人的時候愛著自己」。

## 宣傳
戈梅茲在2015年9月16日於美國洛杉磯的皇宮劇院舉行了只招待事先邀請的800個歌迷聚會「Revival Event」。戈梅茲於歌迷面前演唱歌曲《揮別舊愛》，並告訴他們將會被拍攝進這首歌曲的音樂錄像帶裡。9月25日，戈梅茲於節目「Alan Carr: Chatty Man」上首次公開演唱歌曲《為你而美》，並接受主持人的訪問。同日，她於BBC廣播一台的「Live Lounge」上演唱了同曲的原聲版本，並翻唱了魔幻樂團的歌曲「沒禮貌」。3天後，她於法國節目「Le Grand Journal」上演唱了歌曲《為你而美》。10月12日，她於節目「今天」上演唱了歌曲《為你而美》、《揮別舊愛》以及《Come & Get It》跟《我與音樂國度》的串曲。《揮別舊愛》其後亦於「艾倫·狄珍妮秀」、「今夜秀」、「2015年全美音樂獎」及2015年「公告牌音乐界中的女性」進行演唱。在2015年「維多利亞的秘密時尚秀」上，戈梅茲演唱了《撫摸》跟《女孩們與我》。她亦於「Jingle Ball Tour 2015」上演唱了《揮別舊愛》、《為你而美》、《像一首情歌》、《撫摸》，並首次公開演唱歌曲《愛的戰場》。2016年1月23日，她作為嘉賓於「週六夜現場」上演唱了《為你而美》跟《揮別舊愛》，以及首次在電視節目上演唱《撫摸》的全曲。
2015年10月1日，戈梅茲在Instagram上親自確認了將會舉行以《甦醒》為主題的巡迴演唱會，並將於來年的春天在北美開始：「我有一個很興奮的消息：我正在啟動我的甦醒世界巡迴演唱會。我將在5月至7日走遍北美跟加拿大，並於同年晚些時候到海外。」巡演於2016年5月6日於美國拉斯维加斯正式開始，場次原定將跨越全球五大洲的多個國家。然而在8月的時候，戈梅茲因為健康問題而不得不取消巡演餘下所有的場次，包括歐洲跟南美等多個國家，使巡演結束於三大洲總共55場場次。
「甦醒巡迴演唱會」獲得商業上的成功，根據《Pollstar》的數據，儘管巡演於途中被逼中止，但仍然吸引了541,444總人次觀看，並以3650萬美元的票房收入排行該年「百大世界巡演」第43位。比起2013年「星跳巡迴演唱會」總共2030萬美元的票房收入，這次巡演在商業上獲得明顯的進步。2017年，巡演獲得「迪士尼電台音樂獎」最喜愛演唱會獎，並獲「青少年票選獎」音樂票選獎：巡演的提名 ，以及「威比獎」Social Content and Marketing的提名。

## 單曲
《為你而美》於2015年6月22日作為專輯的首張主打單曲發行。歌曲首週空降美國告示牌百強單曲榜第9位，成為其第3支打進榜單前10位的單曲，也是其空降排行最高的一支單曲。歌曲其後最高登上第5位，成為其至今排行最高的一支單曲。歌曲首週售出179,000下載量，成為其首支告示牌數碼歌曲榜冠軍單曲，也成為其首週銷量最高的單曲。歌曲的音樂錄像帶於2015年6月26日公開。歌曲其後登上主流四十強單曲榜冠軍位置，並打進全球五個國家的榜單前10位，以及其他四個國家榜單的前20位。
《揮別舊愛》於2015年8月被確認為專輯第二張單曲。8月5日，戈梅茲於清晰頻道通信公司的首日音樂峰會上播放了此曲。歌曲在9月10日透過先行預約專輯提供線上下載。歌曲的音樂錄像帶在8月15日於洛杉磯舉行的「Revival Event」上進行拍攝，並與歌迷一同出鏡。音樂錄像帶其後於9月22日於Apple Music公開，並在10月7日於Vevo公開。歌曲其後於美國告示牌百強單曲榜最高登上第5位，與前作一同成為其排行最高的單曲，並一樣登上主流四十強單曲榜冠軍位置。歌曲亦打進加拿大單曲榜前10位及其他五個國家的前40位。
《撫摸》於2016年1月26日被送往當代流行電台派台，作為專輯的第三張單曲發行。歌曲的音樂錄像帶在2015年12月21日於Apple Music上獨佔公開，並在2016年1月20日於Vevo公開。歌曲其後於美國告示牌百強單曲榜最高登上第7位，成為專輯第3張打進單曲榜前10位的單曲。歌曲亦登上紐西蘭單曲榜第5位以及斯洛伐克單曲榜第9位，並打進其他幾個國家榜單前40位。
《愛的戰場》於2016年3月被確認為專輯第四張及最後一張單曲，並於5月3日被送往當代流行電台派台。

## 專業評分
| 綜合得分     | 綜合得分 |
| 來源         | 評分     |
| ------------ | -------- |
|              | 74/100   |
| 評論得分     |          |
| 來源         | 評分     |
| AllMusic     | [ 4 ]    |
| 波士頓環球報 | 正面     |
| Idolator     | [ 26 ]   |
| 洛杉磯時報   | 正面     |
| 新聞日報     | B+       |
| 觀察家報     | [ 93 ]   |
| 滾石         | [ 23 ]   |
| 偏鋒雜誌     | [ 6 ]    |
| Spin         | 6/10     |
| 今日美國     | [ 94 ]   |

《甦醒》獲得樂評家整體正面的評價，樂評網Metacritic根據9筆評分對此專輯評分74/100分，成為戈梅茲專業評分最高的專輯。滾石的Brittany Spanos認為：「《甦醒》對於一個23歲的歌手的第二張專輯是個大膽的名字，但從開始到終結，這是戈梅茲應得的。」她指出「雖然戈梅茲沒有她的迪士尼朋友或同時是競爭對手麥莉·希拉跟迪美·羅法圖的嗓音，但她在這裡透過尋找聲音的延展性以進行彌補。」偏鋒雜誌的Sal Cinquemani相當接受，指出「從歌曲來看，《甦醒》與卡莉·蕾·杰普森的《真性情》有望競爭為年度突出的流行專輯，但如果說它們同樣地未能達到偉大的，那是因為在很大程度上缺少原創性。（……）別的不說，這些參考證明戈梅茲至少有好的品味。」波士頓環球報的James Reed認為《甦醒》是一張「充滿流行歌曲的直率專輯，容易明白她已經準備好在她的音樂變得坦誠甚至脆弱。」Idolator的Mike Wass讚揚戈梅茲轉型，說：「從被微觀管理的青少年偶像轉型成人流行歌手並不容易，但席琳娜·戈梅茲在《甦醒》上以罕見的自信與優雅進行飛躍。」並把專輯與克莉絲汀·阿奎萊拉的《裸》、凯莉·米洛的《神奇公主》跟珍納·積遜的《控制》相提並論。新聞日報的Steve Knoppe稱讚戈梅茲聽起來「迷人地極渴望跟飢餓，而這性質超越了最熟悉的素材」，並補充說「席琳娜·戈梅茲的流行方程式裡的某種事物是逢迎跟神秘得稱意。」
洛杉磯時報的Mikael Wood讚美專輯「驚人地適合，從它的中板速度至它發人深省的反思」，承認「戈梅茲正在控制中尋找自由，讚揚她很快已到達那裡。」今日美國的Elysa Gardner指出專輯「整體最好的就是當戈梅茲保持她的腔調光亮和正能量的時候（……）在這速度，戈梅茲一定至少讓人一些Instagram懷疑她的人轉向舞池。」娛樂週刊的Tim Stack指「戈梅茲在她第五張專輯選擇了製造氛圍（……）以她們來說，戈梅茲跟羅法圖的專輯並沒有根本上打破流行領域。事實上，它們都得益於從其他作品中取得靈感。」華盛頓時報的Christina Jaleru給予正面的評價，指專輯「一帆風順至終點線 - 至舞池 - 與她那11首幾乎無可挑剔的歌曲從1960年代穿梭至80年代與當下此刻。」
與此同時，專輯亦獲得一些普通的評價。Spin的Jia Tolentino指出「她的藝術性服從是一種倒退 - 這張專輯經常地回到容易被遺忘的普通主義。」時代的Katherine St. Asaph強調「她最踉蹌的是《甦醒》表面上是關於討厭的自信」，注意到「在音樂上，儘管《甦醒》最有趣的是仍在繭裡的時候。」AllMusic的Tim Sendra給予專輯好壞參半的評價，寫出「[《甦醒》]整體上製作出一張穩固的流行專輯，但是在她最好的作品中，它有一點太公式和可預測的。」觀察家報的Emily Mackay亦給予專輯好壞參半的評價，指「最令人意外的是它的低調，儘管有一些熱門歌曲的共同創作者。」

### 年度排名
| 評論者/出版物 | 列表                   | 排名 | 來源    |
| ------------- | ---------------------- | ---- | ------- |
| 娛樂週刊      | 2015年40張最佳專輯     | 32   | [ 95 ]  |
| 娛樂週刊      | 2015年10張最佳流行專輯 | 9    | [ 96 ]  |
| 滾石          | 2015年50張最佳專輯     | 43   | [ 97 ]  |
| 滾石          | 2015年20張最佳流行專輯 | 5    | [ 98 ]  |
| 偏鋒雜誌      | 2015年25張最佳專輯     | 12   | [ 99 ]  |
| Spin          | 2015年25張最佳流行專輯 | 14   | [ 100 ] |
| Fuse          | 2015年20張最佳流行專輯 | 14   | [ 101 ] |

## 商業成績
在美國，專輯首週以約117,000張的銷售單位（包括約85,000張實際銷量）空降美國告示牌200大專輯榜冠軍位置。專輯同時超越前作的首週銷量，成為其首週銷量最高的專輯。專輯於次週以46,000張的銷售單位下滑至第7位。截至2017年5月，專輯在美國賣出413,000張實際銷量 ，並獲美國唱片業協會認證為白金唱片，代表專輯的實際銷量、串流跟單曲銷量等折算成銷售單位已達100萬張。
專輯首週於紐西蘭專輯榜空降第2位，成為戈梅茲於當地第二張打進前10位的個人專輯，並刷新最高排名。在澳洲，專輯首週空降榜單第3位，成為她於當地排名最高以及第2張空降前10位的專輯。在希臘，專輯首週空降榜單冠軍位置。在巴西，專輯首週空降榜單第3位，其後並獲唱片協會認證為白金唱片。專輯同時打進其他17個國家榜單的前10位，包括加拿大、法國、愛爾蘭、荷蘭跟瑞典。

## 曲目列表
| 普通版   | 普通版                                  | 普通版                                                                                               | 普通版                                                      | 普通版 |
| 曲序     | 曲目                                    | 词曲                                                                                                 | 製作人                                                      | 时长   |
| -------- | --------------------------------------- | --- | ----------------------------------------------------------- | ------ |
| 1.       | 甦醒 Revival                            | Antonina Armato Tim James Chauncey Hollis Justin Tranter Julia Michaels Adam Schmalholz Selena Gomez | Rock Mafia Hit-Boy Dubkiller [a]                            | 4:06   |
| 2.       | 愛的戰場 Kill Em with Kindness          | Armato James Benjamin Levin Dave Audé Gomez                                                          | Rock Mafia Benny Blanco R3drum [a]                          | 3:37   |
| 3.       | 撫摸 Hands to Myself                    | Tranter Michaels Robin Fredriksson Mattias Larsson Max Martin                                        | Mattman & Robin Martin [b]                                  | 3:20   |
| 4.       | 揮別舊愛 Same Old Love                  | Tor Hermansen Mikkel Eriksen Levin Charlotte Aitchison Ross Golan                                    | Stargate Benny Blanco Tim Blacksmith [c] Danny D [c]        | 3:49   |
| 5.       | 清醒 Sober                              | Chloe Angelides Jacob Kasher Hindlin Michaels Hermansen Eriksen                                      | Stargate Blacksmith [c] Danny D [c] Dreamlab [b]            | 3:14   |
| 6.       | 為你而美 Good for You（A$AP Rocky客串） | Michaels Tranter Nolan Lambroza Nick Monson Rakim A. Mayers Hector Delgado Gomez                     | Monson Lambroza ASAP Rocky [d] Delgado [b] [d] Dreamlab [b] | 3:41   |
| 7.       | 偽裝 Camouflage                         | Badrilla Bourelly Christopher Braide                                                                 | Braide Dreamlab [b]                                         | 4:09   |
| 8.       | 我與音樂國度 Me & the Rhythm            | Tranter Michaels Fredriksson Larsson Gomez                                                           | Mattman & Robin                                             | 3:33   |
| 9.       | 存活 Survivors                          | Golan Steve Mac                                                                                      | Mac Dreamlab [b]                                            | 3:41   |
| 10.      | 身體燃燒 Body Heat                      | Armato James Hollis Tranter Michaels Gomez                                                           | Rock Mafia Hit-Boy                                          | 3:27   |
| 11.      | 再起 Rise                               | Armato James Hollis Schmalholz Gomez                                                                 | Rock Mafia Hit-Boy Nelson Davis [a]                         | 2:47   |
| 总时长： | 总时长：                                | 总时长：                                                                                             | 总时长：                                                    | 39:24  |

| 豪華版   | 豪華版                   | 豪華版                              | 豪華版                                            | 豪華版 |
| 曲序     | 曲目                     | 词曲                                | 製作人                                            | 时长   |
| -------- | ------------------------ | ----------------------------------- | ------------------------------------------------- | ------ |
| 12.      | 女孩們與我 Me & My Girls | Armato James Matt Morris Gomez      | Rock Mafia                                        | 3:30   |
| 13.      | 沒有人 Nobody            | Michaels Shane Stevens Monson Gomez | Monson Stevens [b] Michaels [b] Benjamin Rice [e] | 3:37   |
| 14.      | 完美 Perfect             | Michaels Tranter Felix Snow Gomez   | Felix Snow Dreamlab [b]                           | 4:02   |
| 总时长： | 总时长：                 | 总时长：                            | 总时长：                                          | 50:33  |

| 國際版與目標豪華版 | 國際版與目標豪華版               | 國際版與目標豪華版                                        | 國際版與目標豪華版                               | 國際版與目標豪華版 |
| 曲序               | 曲目                             | 词曲                                                      | 製作人                                           | 时长               |
| ------------------ | -------------------------------- | --------------------------------------------------------- | ------------------------------------------------ | ------------------ |
| 15.                | 抓不住的你 Outta My Hands (Loco) | Armato James Gomez                                        | Rock Mafia Frank Dukes [a]                       | 3:31               |
| 16.                | 香水 Cologne                     | Angelides Golan Eriksen Kent Sundberg Cato Sundberg Gomez | Stargate Donkeyboy Dreamlab [b] Miles Walker [b] | 3:54               |
| 总时长：           | 总时长：                         | 总时长：                                                  | 总时长：                                         | 57:58              |

| 日本豪華版 | 日本豪華版                                            | 日本豪華版                                            | 日本豪華版                                                       | 日本豪華版 |
| 曲序       | 曲目                                                  | 词曲                                                  | 製作人                                                           | 时长       |
| ---------- | ----------------------------------------------------- | ----------------------------------------------------- | ---------------------------------------------------------------- | ---------- |
| 17.        | 為你而美 Good for You（A$AP Rocky客串) (KASBO Remix） | Michaels Tranter Lambroza Monson Mayers Delgado Gomez | Monson Lambroza Rocky [d] Delgado [b] [d] Dreamlab [b] KASBO [f] | 3:41       |
| 总时长：   | 总时长：                                              | 总时长：                                              | 总时长：                                                         | 1:01:39    |

| 日本演唱會版 | 日本演唱會版                                           |
| 曲序         | 曲目                                                   |
| ------------ | ------------------------------------------------------ |
| 17.          | 撫摸 Hands to Myself（Kandy Remix）                    |
| 18.          | 揮別舊愛 Same Old Love（Borgore Remix）                |
| 19.          | 為你而美 Good for You（A$AP Rocky客串) (Nebbra Remix） |

| 日本演唱會版 DVD | 日本演唱會版 DVD                    | 日本演唱會版 DVD |
| 曲序             | 曲目                                | 时长             |
| ---------------- | ----------------------------------- | ---------------- |
| 1.               | 為你而美 Good for You（音樂錄像帶） | 3:15             |
| 2.               | 為你而美 Good for You（製作花絮）   | 4:49             |
| 总时长：         | 总时长：                            | 8:04             |

| 日本演唱會版 DVD | 日本演唱會版 DVD                             |
| 曲序             | 曲目                                         |
| ---------------- | -------------------------------------------- |
| 1.               | The Revival Event                            |
| 2.               | 為你而美 Good for You（音樂錄像帶）          |
| 3.               | 揮別舊愛 Same Old Love（音樂錄像帶）         |
| 4.               | 撫摸 Hands to Myself（音樂錄像帶）           |
| 5.               | 愛的戰場 Kill Em with Kindness（音樂錄像帶） |

備註
- ^[a]  代表附加製作人
- ^[b]  代表聲樂製作人
- ^[c]  代表執行製作人
- ^[d]  代表聯合製作人
- ^[e]  代表附加聲樂製作人
- ^[f]  代表混音師

## 製作名單
資料來自AllMusic：
- Serafin Aguilar – 小號
- Mike Anderson – 工程
- Haze Banga – 編程
- Tim Blacksmith – 執行製作、製作
- 班尼·布蘭科 – 器樂譜寫、製作、編程
- Christopher Braide – 器樂譜寫、鋼琴、製作、編程
- Adam Comstock – 工程
- Danny D. – 執行製作、製作
- Nelson Davis – 編程
- Hector Delgado – 混音、製作
- Dubkiller – 製作、編程
- Zvi Edelman – 製作協調
- Rob Ellmore – 工程、聲樂工程
- Mikkel Eriksen（英语：Stargate (production team)） – 工程、器樂譜寫
- Robin Fredriksson（英语：Mattman & Robin） – 低音結他、鼓、工程、結他、打擊樂器、鋼琴、製作編程、合成器、軌道、聲樂製作
- Simon French – 協助
- Chris Gehringer – 母帶
- Serban Ghenea – 混音
- Ross Golan（英语：Ross Golan） – 和聲
- 席琳娜·戈梅茲 – 執行製作、主唱
- Matty Green – 混音協助
- Steve Hammons – 工程、結他、混音工程、打擊樂器
- John Hanes – 混音工程
- Leah Haywood（英语：Leah Haywood） – 和聲、聲樂
- Tor Erik Hermansen（英语：Stargate (production team)） – 器樂譜寫、製作、編程
- Hit-Boy（英语：Hit-Boy） – 打擊樂器、製作、編程
- Brandon Hodge – 結他
- Seif Hussain – 製作協調
- Nolan Lambroza – 製作
- Rami Jaffee（英语：Rami Jaffee） – 電子琴
- Devrim "DK" Karaoglu – 電子琴
- Laura Kilborn – 製作
- Chris Laws – 鼓、工程
- Nolan Lambroza – 製作
- Mattias Larsson（英语：Mattman & Robin） – 低音結他、鼓、工程、結他、打擊樂器、鋼琴、製作、編程、合成器、軌道、聲樂製作
- Chris Laws – 鼓
- Andrew Luftman – 製作協調
- Nigel Lundemo – 工程、打擊樂器、編程
- Steve Mac（英语：Steve Mac） – 電子琴、製作
- Blake Mares – 協助
- 馬克斯·馬丁 – 打擊樂器、編程、合成器、聲樂製作
- Tony Maserati（英语：Tony Maserati） – 混音
- Jimmy Messer – 結他
- 茱莉亞·麥可斯 – 和聲、聲樂製作
- Nick Monson – 製作
- João Pedro Mourão – 結他
- Jamie Muhoberac（英语：Jamie Muhoberac） – 電子琴
- Danny Parra – 工程、製作、編程
- Tim Pierce（英语：Tim Pierce） – 結他
- Dann Pursey（英语：Dann Pursey） – 協助
- R3drum – 附加製作
- Benjamin Rice – 工程、聲樂工程、聲樂製作
- Daniela Rivera – 混音工程
- Robin（英语：Robin (singer)） – 低音結他、鼓、工程、結他、打擊樂器、鋼琴、製作、編程、合成器、軌道、聲樂製作
- Rock Mafia（英语：Rock Mafia） – 和聲、結他、器樂譜寫、電子琴、混音、打擊樂器、製作、編程
- A$AP Rocky – 製作
- J.B. Saboia – 協助
- Will Sandalls – 鋼琴工程
- Chris Sclafani – 聲樂工程
- Tyler Scott – 協助、混音
- Phil Seaford – 混音協助
- Felix Snow（英语：Terror Jr） – 器樂譜寫、製作、編程
- Mark "Spike" Stent（英语：Spike Stent） – 混音
- Shane Stevens（英语：Shane Stevens (songwriter)） – 聲樂製作、和聲
- Geoff Swan – 混音協助
- Phil Tan（英语：Phil Tan） – 混音
- Astrid Taylor（英语：Astrid Taylor） –製作協調
- Juan Carlos Torrado – 協助、編排協助
- David Urquidi（英语：War (band)） – 色士風
- Miles Walker – 工程

## 銷售榜單
| 榜單（2015年）                            | 最高位置 |
| ----------------------------------------- | -------- |
| 阿根廷（CAPIF專輯榜）                     | 5        |
| 澳大利亞（ARIA專輯榜）                    | 3        |
| 奧地利（奧地利Ö3專輯榜）                  | 13       |
| 比利時法蘭德斯（Ultratop專輯榜）          | 6        |
| 比利時瓦隆（Ultratop專輯榜）              | 8        |
| 巴西專輯榜（ABPD）                        | 3        |
| 加拿大（《告示牌》Canadian Albums Chart） | 2        |
| 捷克（ČNS IFPI專輯榜）                    | 15       |
| 丹麥（Hitlisten專輯榜）                   | 6        |
| 荷蘭（MegaCharts專輯榜）                  | 6        |
| 芬蘭（Suomen virallinen lista專輯榜）     | 23       |
| 法國（SNEP專輯榜）                        | 8        |
| 德國（Media Control專輯榜）               | 12       |
| 希臘（IFPI專輯榜）                        | 1        |
| 匈牙利（MAHASZ專輯榜）                    | 38       |
| 愛爾蘭（IRMA專輯榜）                      | 9        |
| 義大利（FIMI專輯榜）                      | 8        |
| 日本專輯榜（公信榜）                      | 37       |
| 墨西哥專輯榜（AMPROFON）                  | 3        |
| 紐西蘭（RMNZ專輯榜）                      | 2        |
| 挪威（VG-lista專輯榜）                    | 2        |
| 波蘭（ZPAV專輯榜）                        | 48       |
| 葡萄牙（AFP專輯榜）                       | 3        |
| 蘇格蘭（OCC專輯榜）                       | 14       |
| 南韓專輯榜（加翁）                        | 16       |
| 西班牙（PROMUSICAE專輯榜）                | 6        |
| 瑞典（Sverigetopplistan專輯榜）           | 8        |
| 瑞士（Schweizer Hitparade專輯榜）         | 10       |
| 台灣專輯榜（五大唱片）                    | 2        |
| 英國專輯榜（OCC）                         | 11       |
| 美国（《告示牌》200）                     | 1        |

| 榜單（2015年）             | 位置 |
| -------------------------- | ---- |
| 墨西哥專輯榜（AMPROFON）   | 60   |
| 美國《告示牌》二百強專輯榜 | 137  |

| 榜單（2016年）             | 位置 |
| -------------------------- | ---- |
| 加拿大專輯榜（《告示牌》） | 12   |
| 丹麥專輯榜（Hitlisten）    | 20   |
| 荷蘭專輯榜（MegaCharts）   | 100  |
| 法國專輯榜（SNEP）         | 119  |
| 墨西哥專輯榜（AMPROFON）   | 63   |
| 美國《告示牌》二百強專輯榜 | 18   |

## 認證
| 地區                                  | 认证 | 认证单位/销量 |
| ------------------------------------- | ---- | ------------- |
| 奥地利（國際唱片業協會奧地利分會）    | 金   | 7,500‡        |
| 加拿大（加拿大音乐协会）              | 金   | 40,000^       |
| 丹麦（國際唱片業協會丹麥分會）        | 白金 | 20,000^       |
| 墨西哥（墨西哥音像製品協會）          | 2×   | 120,000‡      |
| 波兰（波蘭音像製造商協會）            | 白金 | 20,000‡       |
| 瑞典（瑞典唱片業協會）                | 白金 | 40,000‡       |
| 英国（英国唱片业协会）                | 银   | 60,000‡       |
| 美国（美國唱片業協會）                | 白金 | 413,000‡      |
| *僅含認證的實際銷量 ^僅含認證的出貨量 |      |               |

## 發行歷史
| 地區 | 日期           | 版本          | 形式        | 廠牌               | 來源            |
| ---- | -------------- | ------------- | ----------- | ------------------ | --------------- |
| 美國 | 2015年10月9日  | 普通版 豪華版 | CD 線上下載 | 新視鏡 寶麗多 環球 | [ 106 ] [ 107 ] |
| 日本 | 2015年10月16日 | 豪華版        | CD DVD      | 環球               | [ 1 ]           |
| 美國 | 2015年12月4日  | 豪華版        | 盒裝        | 新視鏡             | [ 160 ]         |
| 美國 | 2015年12月4日  | 普通版 豪華版 | LP          | 新視鏡             | [ 161 ] [ 162 ] |

## 資料來源
1. 1 2 3  . CDJapan. 2015-10-16  [2016-02-12]. （原始内容存档于2015-12-07）.
2. 1 2  . Amazon.com. 2015-11-30  [2016-01-03]. （原始内容存档于2016-04-11）.
3. ↑  . Walmart. 2015-10-09  [2016-01-03]. （原始内容存档于2016-03-14）.
4. 1 2 3 4 5  Sendra, Tim. . AllMusic.   [2015-10-09]. （原始内容存档于2019-12-06）.
5. 1 2  Stack, TIm. . Entertainment Weekly.   [2015-10-09]. （原始内容存档于2020-07-10）.
6. 1 2 3 4  Cinquemani, Sal. . Slant Magazine. 2015-10-17  [2016-01-22]. （原始内容存档于2018-06-27）.
7. 1 2 3 4  Bein, Kat. . Billboard. 2017-02-21  [2017-02-22]. （原始内容存档于2017-05-07）.
8. 1 2 3  Marcel Thee. . The Jakarta Post. 2015-10-30  [2016-01-21]. （原始内容存档于2018-11-06）.
9. ↑  Thorpe, Mitch. . Mstarz. 2014-06-29  [2014-08-12]. （原始内容存档于2016-03-05）.
10. 1 2  . Hits Daily Double. 2014-09-05  [2014-09-06]. （原始内容存档于2020-07-10）.
11. ↑  Peters, Mitchell. . Billboard. 2014-12-14  [2014-12-14]. （原始内容存档于2020-07-10）.
12. ↑  Mackinley, Page. . Inquisitr. 2014-11-24  [2016-01-15]. （原始内容存档于2021-02-14）.
13. ↑  . WDZH. 2014-11-21  [2016-01-15]. （原始内容存档于2014年11月22日）.
14. ↑  . Inquisitr. 2014-11-19  [2014-11-20]. （原始内容存档于2020-07-10）.
15. ↑  Vena, Jocelyn. . Billboard. 2014-12-06  [2014-12-08]. （原始内容存档于2020-07-10）.
16. ↑  Wass, Mike. . Idolator. 2014-12-08  [2016-01-16].
17. ↑  Peterson, Jacques. . Popdust. 2014-12-12  [2016-01-16]. （原始内容存档于2016-01-28）.
18. 1 2  Vena, Jocelyn. . Billboard. 2015-01-31  [2015-02-01]. （原始内容存档于2020-10-27）.
19. ↑  Wass, Mike. . Idolator. 2015-01-14  [2016-01-16].
20. ↑  Levy, Joe. . Rolling Stone. 2016-01-04  [2016-01-06]. （原始内容存档于2017-12-06）.
21. ↑  Christina Calio. . Windows Store. 2015-12-11  [2017-05-19]. （原始内容存档于2021-01-25）.
22. 1 2 3 4 5  Jaleru, Christina. . The Washington Times. 2015-10-09  [2016-01-23]. （原始内容存档于2015-12-25）.
23. 1 2 3 4 5 6 7 8  Spanos, Brittany. . Rolling Stone. 2015-10-15  [2015-10-15]. （原始内容存档于2017-11-21）.
24. 1 2  Staff, Music Times. . Music Times. 2015-10-12  [2016-01-21]. （原始内容存档于2020-07-10）.
25. 1 2 3  Wood, Mikael. . Los Angeles Times. 2015-10-09  [2015-10-13]. （原始内容存档于2020-12-06）.
26. 1 2 3 4 5 6 7 8 9 10 11 12 13 14 15 16 17 18 19  Wass, Mike. . Idolator. 2015-10-09  [2016-01-23]. （原始内容存档于2016-02-06）.
27. ↑  Wood, Mikael. . Los Angeles Times. 2015-10-09  [2015-12-20]. （原始内容存档于2020-12-06）.
28. ↑  Raible, Allan. . ABC News. 2015-10-14  [2015-12-21]. （原始内容存档于2020-11-08）.
29. 1 2 3 4  St. Asaph, Katherine. . Time. 2015-10-13  [2016-01-22]. （原始内容存档于2020-11-29）.
30. 1 2 3 4  Knopper, Steve. . Newsday. 2015-10-08  [2016-01-22]. （原始内容存档于2020-08-10）.
31. 1 2 3  Reed, James. . The Boston Globe. 2015-10-09  [2016-01-22]. （原始内容存档于2020-07-10）.
32. 1 2 3 4 5  Mastrogiannis, Nicole. . iHeartRadio. 2015-10-22  [2016-01-22]. （原始内容存档于2015-12-22）.
33. 1 2  Feeney, Nolan. . Time. 2015-09-30  [2016-01-21]. （原始内容存档于2021-02-18）.
34. ↑  . Direct Lyrics.   [2016-01-30]. （原始内容存档于2020-07-10）.
35. 1 2  Hayter, David. . 411Mania. 2015-10-13  [2016-01-22]. （原始内容存档于2016-07-07）.
36. ↑  Culbreath, Courteney. . Her Campus. 2015-10-19  [2016-01-22]. （原始内容存档于2020-07-10）.
37. ↑  O'Donnell, Kevin. . Entertainment Weekly. 2015-08-31  [2016-01-21]. （原始内容存档于2021-02-26）.
38. ↑  Wass, Mike. . 2015-09-02  [2015-09-12].
39. ↑  . On Air with Ryan Seacrest (YouTube). 2015-09-11  [2016-01-21]. （原始内容存档于2021-04-16）.
40. ↑  Garibaldi, Christina. . MTV. 2015-03-18  [2015-03-19]. （原始内容存档于2019-09-11）.
41. ↑  Blake, Emily. . Entertainment Weekly. 2015-07-21  [2015-08-05]. （原始内容存档于2021-01-26）.
42. ↑  Nidhi Tewari. . International Business Times. 2015-07-22  [2017-05-19]. （原始内容存档于2020-11-08）.
43. ↑  Lee, Christina. . Idolator. 2015-06-29  [2016-01-22].
44. ↑  Garibaldi, Christina. . MTV News. 2015-07-22  [2016-01-22]. （原始内容存档于2020-09-22）.
45. 1 2 3  Tolentino, Jia. . Spin. 2015-10-13  [2016-01-22]. （原始内容存档于2020-12-18）.
46. 1 2  R. Holz, Adam. . Plugged In.   [2016-01-22]. （原始内容存档于2019-12-06）.
47. 1 2  Garibaldi, Christina. . MTV News. 2015-10-08  [2016-01-22]. （原始内容存档于2020-07-10）.
48. ↑  Hosken, Patrick. . MTV News. 2015-10-09  [2016-01-23]. （原始内容存档于2020-07-10）.
49. ↑  Chiu, Melody. . People. Time Inc. 2015-09-17  [2016-01-03]. （原始内容存档于2016-04-11）.
50. ↑  Wass, Mike. . Idolator. 2015-09-26  [2016-01-23].
51. ↑  Brown, Harley. . 2015-09-25  [2017-05-19]. （原始内容存档于2020-08-19）.
52. ↑  . Canal Plus.   [2016-01-23]. （原始内容存档于2016-04-06）.
53. ↑  Lindner, Emilee. . MTV News. 2015-10-12  [2016-01-23]. （原始内容存档于2020-12-01）.
54. ↑  . Ellen Tube. 2015-11-27  [2016-01-23]. （原始内容存档于2016年1月19日）.
55. ↑  Sullivan, Lindsey. . Billboard. 2015-10-15  [2016-01-23]. （原始内容存档于2020-07-10）.
56. ↑  Warner, Denise. . Billboard. 2015-11-22  [2016-01-23]. （原始内容存档于2020-07-10）.
57. ↑  . Billboard. 2015-12-18  [2016-01-23]. （原始内容存档于2020-07-10）.
58. ↑  Lindner, Emilee. . MTV News. 2015-12-09  [2016-01-23]. （原始内容存档于2020-07-10）.
59. ↑  Torres, Leonardo. . Portal PopLine. 2015-12-04  [2016-01-23]. （原始内容存档于2020-07-10） （葡萄牙语）.
60. ↑  . Rolling Stone. 2016-01-24  [2016-01-24]. （原始内容存档于2017-10-06）.
61. ↑  . Instagram.   [2017-05-19]. （原始内容存档于2016-04-11）.
62. 1 2   (PDF). pollstarpro. POLLSTAR.   [2017-04-10]. （原始内容存档 (PDF)于2018-02-23）. 35.6 Selena Gomez
63. ↑   (PDF). PollStar. 2014-01-06  [2017-05-19]. （原始内容 (PDF)存档于2014-01-11）.
64. ↑  Aiello, McKenna. . E!. 2017-04-30  [2017-04-30]. （原始内容存档于2017-04-30）.
65. ↑  Geier, Thom. . TheWrap. 2016-07-31  [2016-08-01]. （原始内容存档于2016-08-04）.
66. ↑  Longeretta, Emily. . Hollywoodlife.com. 2017-04-04  [2017-04-05]. （原始内容存档于2020-10-05）.
67. ↑  . US Magazine. 2015-06-22  [2016-01-31]. （原始内容存档于2020-07-10）.
68. ↑  . iTunes Store (CA). （原始内容存档于2015-07-04）.
69. ↑  Butan, Christina. . People. 2015-06-26  [2015-06-27]. （原始内容存档于2016-03-03）.
70. 1 2  . Billboard.   [2017-05-19]. （原始内容存档于2015-11-12）.
71. ↑  . Billboard Hot 100 for Selena Gomez.   [2017-05-19]. （原始内容存档于2020-01-17）.
72. ↑  Trust, Gary. . Billboard. 2015-09-14  [2015-09-14]. （原始内容存档于2015-09-15）.
73. ↑  . ACharts.co.   [2016-01-23]. （原始内容存档于2016-03-04）.
74. ↑  Lipshutz, Jason. . Billboard. 2015-08-06  [2017-05-19]. （原始内容存档于2020-11-28）.
75. ↑  Lipshutz, Jason. . Billboard. 2015-08-06  [2015-08-10]. （原始内容存档于2020-11-28）.
76. ↑  . All Access.   [2017-05-19]. （原始内容存档于2015-08-07）.
77. ↑  . Amazon.com.   [2015-12-19]. （原始内容存档于2015-12-01）.
78. ↑  . iTunes.   [2017-05-19]. （原始内容存档于2020-07-10）.
79. ↑  YouTube上的"Same Old Love"
80. ↑  Trust, Gary. . Billboard. 2016-01-19  [2016-01-23]. （原始内容存档于2016-01-19）.
81. ↑  Trust, Gary. . Billboard. 2016-01-11  [2016-01-11]. （原始内容存档于2016-01-14）.
82. ↑  . ACharts.co.   [2016-01-23]. （原始内容存档于2016-03-27）.
83. ↑  Menyes, Carolyn. . Music Times. 2015-12-07  [2015-12-07]. （原始内容存档于2020-07-10）.
84. ↑  . All Access.   [2016-01-05]. （原始内容存档于2016-01-06）.
85. ↑  Stutz, Colin. . Billboard. 2015-12-21  [2015-12-22]. （原始内容存档于2021-04-11）.
86. ↑  . Rolling Stone. 2016-01-20  [2016-01-20]. （原始内容存档于2018-06-17）.
87. ↑  Trust, Gary. . Billboard. 2016-01-21  [2016-01-23]. （原始内容存档于2020-07-10）.
88. ↑  . ACharts.co.   [2016-02-01]. （原始内容存档于2016-03-29）.
89. ↑  . Fuse TV. 2016-03-31  [2016-03-31].
90. ↑  Trust, Gary. . Billboard. Prometheus Global Media. 2016-04-04  [2016-04-04]. （原始内容存档于2020-02-01）.
91. 1 2  . Metacritic.   [2015-10-10]. （原始内容存档于2020-07-10）.
92. ↑  . Metacritic.   [2016-12-28]. （原始内容存档于2021-03-19）.
93. 1 2  Mackay, Emily. . The Observer. 2015-10-11  [2015-10-11]. （原始内容存档于2020-07-10）.
94. 1 2  Gardner, Elysa. . USA Today. 2015-10-09  [2015-10-09]. （原始内容存档于2021-03-19）.
95. ↑  . Entertainment Weekly.   [2015-12-31]. （原始内容存档于2021-04-21）.
96. ↑  O'Donnell, Kevin; Greenblatt, Leah. . Entertainment Weekly. 2015-12-23  [2016-02-04]. （原始内容存档于2021-01-26）.
97. ↑  . Rolling Stone. 2015-12-01  [2015-12-01]. （原始内容存档于2017-12-28）.
98. ↑  Rolling Stone Staff. . Rolling Stone. 2015-12-18  [2016-01-23]. （原始内容存档于2017-12-28）.
99. ↑  Staff. . Slant Magazine. 2015-12-10  [2015-12-31]. （原始内容存档于2018-12-11）.
100. ↑  . Spin.   [2015-12-11]. （原始内容存档于2015-12-16）.
101. ↑  . Fuse.   [2015-12-21]. （原始内容存档于2015-12-23）.
102. ↑  Caulfield, Keith. . Billboard. Prometheus Global Media. 2015-10-18  [2015-10-18]. （原始内容存档于2016-06-18）.
103. ↑  Caulfield, Keith. . Billboard. 2015-10-26  [2015-10-26]. （原始内容存档于2016-03-04）.
104. ↑  . billboard.com.   [2017-05-18]. （原始内容存档于2019-07-28）.
105. ↑  . Billboard Brasil.   [2016-01-15]. （原始内容存档于2016-01-07） （葡萄牙语）.
106. 1 2  . iTunes Store (US). 2015-10-09  [2016-02-12]. （原始内容存档于2018-11-16）.
107. 1 2  . iTunes Store (US). 2015-10-09  [2016-02-12]. （原始内容存档于2016-05-29）.
108. ↑  . iTunes Store (AU). 2015-10-09  [2016-02-12]. （原始内容存档于2016-03-04）.
109. ↑  . Target. 2015-10-09  [2016-02-12]. （原始内容存档于2016-06-10）.
110. ↑  . iTunes Store (JP). 2015-10-09  [2016-02-12]. （原始内容存档于2018-07-08）.
111. ↑  . AllMusic. Rovi Corporation.   [2016-01-03]. （原始内容存档于2021-04-22）.
112. ↑  . Diario de Cultura. 2015-10-05  [2016-12-29].
113. ↑  "Selena Gomez – Revival". Australiancharts.com. Hung Medien.  [2015-10-17].
114. ↑  "Selena Gomez - Revival" (in German). Austriancharts.at. Hung Medien.  [2015-10-22].
115. ↑  "Selena Gomez – Revival" (in Dutch). Ultratop.be. Hung Medien.  [2015-10-16].
116. ↑  "Selena Gomez – Revival" (in French). Ultratop.be. Hung Medien.  [2015-10-16].
117. ↑  . Portal Sucesso.   [2015-11-24]. （原始内容存档于2014-06-11）.
118. ↑  "Selena Gomez Chart History (Canadian Albums)". Billboard.  Retrieved 2015-10-20.
119. ↑  "Top 50 Prodejní". Czech Albums. ČNS IFPI. Note: On the chart page, select 201542 on the field besides the word "Zobrazit", and then click over the word to retrieve the correct chart data.
120. ↑  "Danishcharts.dk – Selena Gomez – Revival". Hung Medien.  Retrieved 2016-01-23.
121. ↑  "Selena Gomez – Revival" (in Dutch). Dutchcharts.nl. Hung Medien.  [2015-10-16].
122. ↑  "Selena Gomez: Revival" (in Finnish). Musiikkituottajat.  Retrieved 2015-10-20.
123. ↑  "Selena Gomez – Revival". Lescharts.com. Hung Medien.  [2015-10-18].
124. ↑  "Longplay-Chartverfolgung at Musicline" (in German). Musicline.de. Media Control.  [2015-10-19].
125. ↑  "{{{artist}}} – {{{album}}}". Greekcharts.com. Hung Medien.  [2015-10-10].
126. ↑  "Archívum – Slágerlisták – MAHASZ – Magyar Hangfelvétel-kiadók Szövetsége". Mahasz.hu. LightMedia.  [2015-10-22].
127. ↑  "GFK Chart-Track". Chart-Track.co.uk. GFK Chart-Track. IRMA.  [2015-10-16].
128. ↑  "Selena Gomez – Revival". Italiancharts.com. Hung Medien.  [2015-10-20].
129. ↑  . http://www.oricon.co.jp.   [2017-05-19]. （原始内容存档于2020-07-10）. 外部链接存在于|work= (帮助)
130. ↑  . AMPROFON.   [2016-01-23]. （原始内容存档于2016-01-21） （西班牙语）.
131. ↑  "Charts.nz – Selena Gomez – Revival". Hung Medien.  Retrieved 2015-10-16.
132. ↑  "Selena Gomez – Revival". Norwegiancharts.com. Hung Medien.  [2015-10-18].
133. ↑  "Oficjalna lista sprzedaży :: OLIS - Official Retail Sales Chart". OLiS. Polish Society of the Phonographic Industry.  [2015-11-19].
134. ↑  "Selena Gomez – Revival". Portuguesecharts.com. Hung Medien.  [2015-10-22].
135. ↑  "Official Scottish Albums Chart Top 100". Official Charts Company.  Retrieved 2015-11-02.
136. ↑  . Gaon Charts. （原始内容存档于2016-12-18）.
137. ↑  "Selena Gomez – Revival". Spanishcharts.com. Hung Medien.  [2015-11-02].
138. ↑  "Selena Gomez – Revival". Swedishcharts.com. Hung Medien.  [2015-10-17].
139. ↑  "Selena Gomez – Revival". Swisscharts.com. Hung Medien.  [2015-10-21].
140. ↑  . Five Music.   [2015-12-09]. （原始内容存档于2013-09-25） （中文）.
141. ↑  . Official Charts Company. 2015-10-11  [2016-01-26]. （原始内容存档于2020-07-10）.
142. ↑  "Selena Gomez Chart History (Billboard 200)". Billboard.  Retrieved 2015-10-20.
143. ↑  . AMPROFON.   [2016-01-24]. （原始内容存档于2016-01-21） （西班牙语）.
144. ↑  . Billboard.   [2015-12-11]. （原始内容存档于2017-04-11）.
145. ↑  . Billboard.   [2017-05-19]. （原始内容存档于2016-12-11）.
146. ↑  . Hitlisten.NU.   [2016-12-31]. （原始内容存档于2016-12-30） （丹麦语）.
147. ↑  . Hung Medien.   [2016-12-26]. （原始内容存档于2016-12-23）.
148. ↑  . Syndicat National de l'Édition Phonographique. snepmusique.fr.   [2017-01-14]. （原始内容存档于2017-01-10） （法语）.
149. ↑  . Asociación Mexicana de Productores de Fonogramas y Videogramas.   [2017-01-18]. （原始内容存档于2017-01-18） （西班牙语）.
150. ↑  . Billboard.   [2017-05-19]. （原始内容存档于2017-04-11）.
151. ↑  . IFPI Austria （德语）.
152. ↑  . Music Canada （英语）.
153. ↑  . IFPI Danmark.   [2016-09-14] （丹麦语）. 浏览下方到2016的列表获取认证。
154. ↑  . Asociación Mexicana de Productores de Fonogramas y Videogramas.   [2017-02-04] （西班牙语）. 在“ARTISTA”栏以下的框内输入“Selena Gomez”&nbsp；并在“column heading”栏以下的框内输入“Revival”。.
155. ↑  . Polish Society of the Phonographic Industry.   [2016-09-28] （波兰语）.
156. ↑  . Sverigetopplistan.   [2017-03-31]. （原始内容存档于2018-11-16）.
157. ↑  . British Phonographic Industry （英语）.
158. ↑  . Recording Industry Association of America.   [2016-09-19] （英语）.
159. ↑  Trust, Gary. . Billboard. Billboard. 2017-05-14  [2017-05-15]. （原始内容存档于2019-07-28）.
160. ↑  . Amazon.com. 2015-12-04  [2016-01-03].
161. ↑  . SelenaGomez.com. 2015-12-04  [2016-01-03]. （原始内容存档于2016-03-05）.
162. ↑  . Urban Outfitters. 2015-12-04  [2016-01-03]. （原始内容存档于2016-01-28）.